# Inferusia
Inferusia is een mosdiertjesgeslacht uit de familie van de Cribrilinidae en de orde Cheilostomatida. De wetenschappelijke naam ervan is in 2009 voor het eerst geldig gepubliceerd door Kukliński & Barnes.

## Soorten
- Inferusia discors (Hayward & Taylor, 1984)
- Inferusia taylori Kukliński & Barnes, 2009